# 奥斯佩达莱托
奥斯佩达莱托（義大利語：Ospedaletto），是意大利特伦托自治省的一个市镇。总面积16平方公里，人口808人，人口密度50.5人/平方公里（2009年）。ISTAT代码为022130。